# Xã Halley, Quận Desha, Arkansas
Xã Halley (tiếng Anh: Halley Township) là một xã thuộc quận Desha, tiểu bang Arkansas, Hoa Kỳ. Năm 2010, dân số của xã này là 346 người.